# 胡里卜蓋省
32°53′N 6°54′W / 32.883°N 6.900°W
胡里卜蓋省（阿拉伯语：‎），是摩洛哥的省份，位於該國北部，由貝尼邁拉勒-海尼夫拉大區負責管轄，首府設於胡里卜蓋，面積4,250平方公里，2014年人口542,125，人口密度每平方公里128人。